# Somatidia suffusa
Somatidia suffusa là một loài bọ cánh cứng trong họ Cerambycidae.